# يو إف سي 4
يو إف سي 4: انتقام المحاربين (بالإنجليزية: UFC 4: Revenge of the Warriors)‏ هو حدث لفنون القتال المختلطة نظمته يو إف سي، أُقيم في 16 ديسمبر 1994، على إكسبو سكوير بافيليون في تولسا، أوكلاهوما، الولايات المتحدة.